# گورنگی سترانگانی
گورنگی سترانگانی (به صربی: Gornji Stranjani) یک منطقهٔ مسکونی در صربستان است که در پریژپولجه واقع شده‌است. گورنگی سترانگانی ۸۵ نفر جمعیت دارد و ۱٬۲۰۰–۱٬۲۹۰ متر بالاتر از سطح دریا واقع شده‌است.